# Duets II (Frank Sinatra)
Duets II è il penultimo album pubblicato dal cantante statunitense Frank Sinatra, pubblicato dall'etichetta discografica Capitol Records il 15 novembre 1994.
Grazie a questo disco, The Voice ricevette nello stesso anno il suo ultimo Grammy award for Best Traditional Pop Vocal Album, consegnatogli da Bono Vox, con cui aveva duettato in I've Got You Under My Skin nell'album precedente, Duets. L'album raggiunse la nona posizione nella classifica Billboard 200 ed il Disco di platino.
Nel 2005 è uscita un'edizione speciale che comprendeva entrambi gli album dei duetti intitolata "90th Birthday Limited Collector's Edition". All'interno dell'edizione italiana (ed internazionale) era presente una traccia bonus con una versione di "My Way" registrata con Luciano Pavarotti. Nella versione americana la stessa canzone era invece presente ma duettata con Willie Nelson.

## Tracce
1. For Once in My Life duetto con Gladys Knight e Stevie Wonder 3:18
2. Come Fly with Me duetto con Luis Miguel 3:08
3. Bewitched duetto con Patti LaBelle 3:31
4. The Best Is Yet to Come duetto con Jon Secada 3:12
5. Moonlight in Vermont duetto con Linda Ronstadt 4:07
6. Fly Me to the Moon duetto con Antônio Carlos Jobim 3:06
7. Luck Be a Lady duetto con Chrissie Hynde 5:17
8. A Foggy Day duetto con Willie Nelson 2:24
9. Where or When duetto con Steve Lawrence e Eydie Gormé 3:53
10. Embreceable of You duetto con Lena Horne 3:45
11. Mack the Knife duetto con Jimmy Buffett 4:26
12. How Do You Keep the Music Playing?/My Funny Valentine duetto con Lorrie Morgan 3:58
13. My Kind of Town duetto con Frank Sinatra Jr. 2:36
14. The House I Live In (That's America to Me) duetto con Neil Diamond 4:14